# Landstormshatt m/1907
Landstormshatt m/1907 var en trekornshatt som användes inom försvarsmakten.

## Utseende
Landstormshatt m/1907 är tillverkad i grå mjuk filt. Brättet är 9 cm brett samt på undersidan mellanblått och kullen är 14 cm hög. För att fästa brättet så finns det tre vita metallhakar fastsydda på den övre sidan. På dess vänstra sida finns även tre kronor i förgylld metall under dessa finns ett landstormsmärke m/1907.

## Användning
Denna hatt användes inom hela landstormen till Uniform m/1910 och är i stort sett identisk med Hatt m/1906.